# فرط تنسج خلايا ألفا

خلية ألفا في البنكرياس

يعرف فَرْطُ تَنَسُّج خلايا ألفا على أنّه زيادة مُطردة في عدد خلايا ألفا في البنكرياس دون أي تغيير في خلايا البنكرياس الأخرى، حيث يتكون البنكرياس من أَربعة أنواعٍ من الخلايا ومن ضمنها خلايا ألفا وهي الخلايا المسؤولة عن إنتاج وإفراز هرمون الغلوكاغون والذي بدوره يقوم بتنظيم العمليات الأيضية للغلولكوز والحموض الأمينية. تم وصف فَرْطُ تَنَسُّج خلايا ألفا لأول مرة في 1990 ولكن على الرغم من ذلك بقي الموضوع مقتصراً على العلماء حتى منتصف عام 2010 م.
يقسم فرط تنسج خلايا ألفا إلى ثلاثة أنواع استناداً إلى الحالة السريرية ونشوء المرض ألا وهي: التفاعُليّ، وغير الوظيفي والوظيفي.

## فرط تنسج خلايا ألفا التفاعلي
يَنتجُ فرطُ تنسّج خلايا ألفا التفاعلي عن أي وسيلةٍ لتثبيطِ إشارات الغلوكاغون الطَّبيعيية في أيٍّ من الحيوانات الفقارية المُختَبَرَة - حتى الآن- ألا وهي: أسماك الحمار الوحشي والفئران والقرود، والبشر.
هناك حلقة ردود فعل سلبية تربط ما بين خلايا ألفا في البنكرياس والكبد، فعندما تُثبّطُ إشارات الجلوكاجون يطلق الكبد – الذي يمثل العضو المستهدف الرئيسي للغلوكاغون- كمياتٍ زائدةٍ من الأحماض الأمينية في الدورة الدموية مُسَبّباً ما يعرف بِ فَرْطِ الحُمُوض الأَمِينِيَّة الدموي (Hyperaminoacidemia) وهذه الأحماض الأمينية بدورها تحفز خلايا ألفا على التكاثر وإنتاج وإفراز المزيد من الغلوكاغون. ويجدر الإشارة إلى أنَّ البشر والحيوانات الذين يعانون من فرط تَنسِّج خلايا ألفا التّفاعليّ لا تظهرُ عليهم علامات زيادة الغلوكاغون؛ لأنَّ إشاراتِ الغلوكاغون الخاصة بهم ثُبِّطت في المقام الأول.
يُعدُّ فرط تنسِّج خلايا ألفا التفاعلي آفةً سابقةً للورم، فالبشر الذين يعانون من طفرات الغلوكاغون المعطِّلة كمرض ماهفاش (بالإنجليزية: Mahvash disease) والفئران في العديد من النّماذج المصابة بفرط تنسج خلايا ألفا التّفاعلي يصابونَ جميعاً في نهاية المطاف بأورام الغدد الصماء البنكرياسيّة.

## فرط تنسج خلايا ألفا غيرالوظيفي
في علمِ الأنسجة، لا يمكنُ التمييزبين فرط تنسُّج خلايا ألفا غيرالوظيفي والتَّفاعلي، كما أنَّ فرطّ تنسُّجِ خلايا ألفا غير الوظيفي هو أيضًا آفة سابقة للأورام ولكنَّه غير مرتبط بفَرْطِ الحُمُوض الأَمِينِيَّة الدمويّ (Hyperaminoacidemia)، كما وأنَّ أسبابَه تتطلّبُ تحقيقاً واستقصاءً أكبر للتوصلل اليها.

## فرط تنسج خلايا ألفا الوظيفي
يختلف فرط تنسّج خلايا ألفا الوظيفي عن غير الوظيفيّ في أنَّه مرتبط بفَرْطِ الحُمُوض الأَمِينِيَّة الدمويّ (Hyperaminoacidemia) وفَرْطِ الحُمُوض الأَمِينِيَّة الدمويّ بدوره يؤدي إلى متلازمة الورم الغلوكاغوني (بالأنجليزية: glucagonoma syndrome). وحتى الآن لا يزال وصف وتمييز فرط تنسّج خلايا ألفا الوظيفي ضعيفا وعسيراً.